# Winner (South Dakota)
Winner is een plaats (city) in de Amerikaanse staat South Dakota, en valt bestuurlijk gezien onder Tripp County.

## Demografie
Bij de volkstelling in 2000 werd het aantal inwoners vastgesteld op 3137.
In 2006 is het aantal inwoners door het United States Census Bureau geschat op 2919, een daling van 218 (-6,9%).

## Geografie
Volgens het United States Census Bureau beslaat de plaats een oppervlakte van
4,0 km², geheel bestaande uit land.

## Plaatsen in de nabije omgeving
De onderstaande figuur toont nabijgelegen plaatsen in een straal van 36 km rond Winner.

## Geboren
- Delores Taylor (1932-2018), actrice, regisseur en scenarioschrijfster